# کوچیتی لیک (نیومکزیکو)
کوچیتی لیک (به انگلیسی: Cochiti Lake) یک منطقهٔ مسکونی در ایالات متحده آمریکا است که در شهرستان سندووال، نیومکزیکو واقع شده‌است. کوچیتی لیک ۵۶۹ نفر جمعیت دارد و ۱٬۷۰۲٫۰۲ متر بالاتر از سطح دریا واقع شده‌است.